# Physarum
Genre
Physarum est un genre de Mycétozoaires (anciennement les Myxomycètes) de l’ordre des Physarales. Son espèce type est Physarum aureum mais son représentant le plus célèbre est Physarum polycephalum, le Blob. Physarum est le plus grand genre des Mycétozoaires, comptant plus de 100 espèces et présente une grande diversité de caractères. Plusieurs tentatives de le scinder en de plus petits groupes ont échoué, ne faisant pas consensus.

## Description

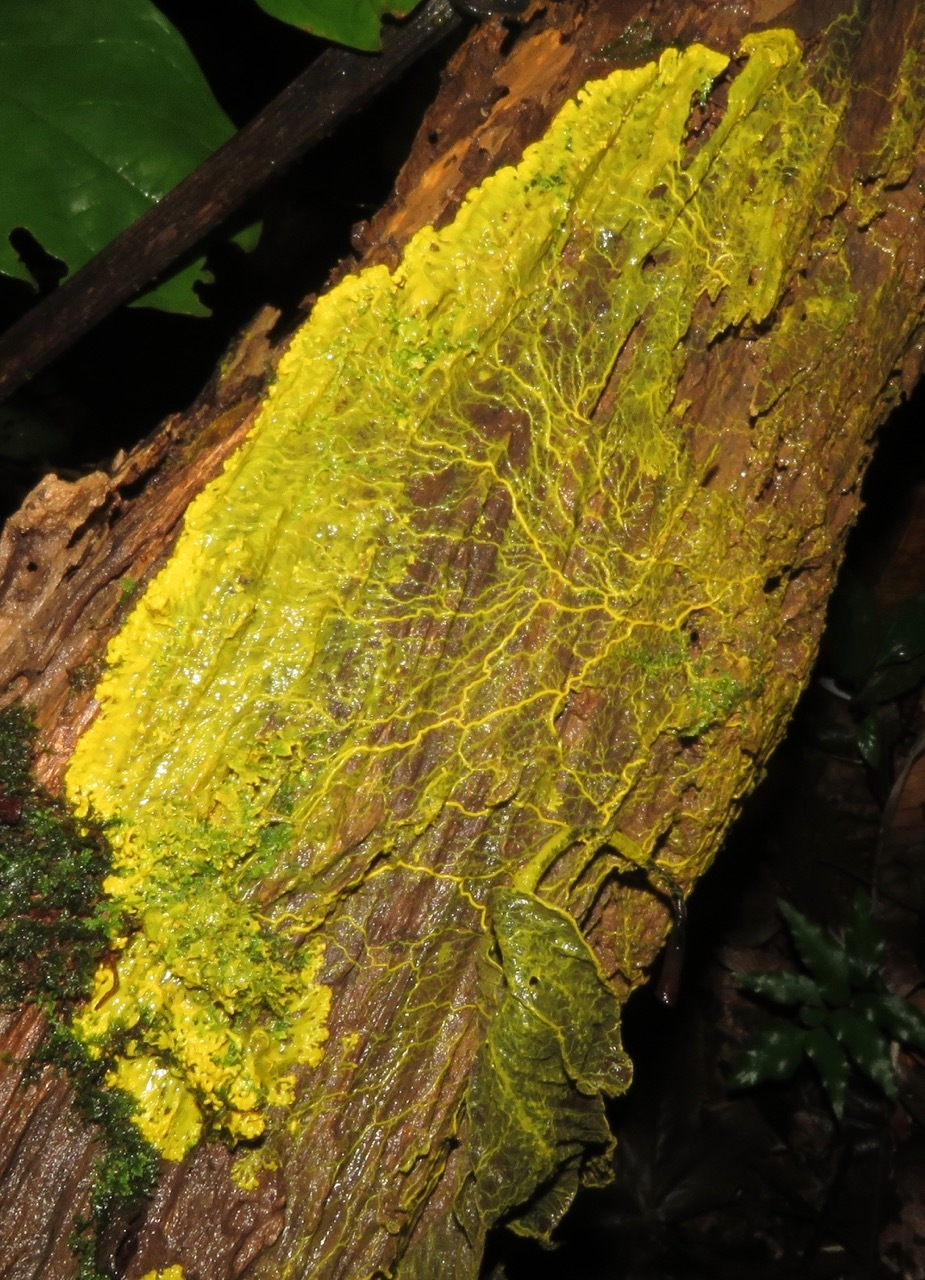
Plasmodium (forme végétative) de Physarum polycephalum

La croissance et la colonisation du substrat s'effectue sous la forme de plasmode, souvent d'une couleur éclatante.
Les formes fertiles, quant à elles, sont principalement des sporangium, plus rarement des plasmodiocarpes quand certaines espèces s'approchent du genre Fuligo par leurs sporangium ressemblant alors à des aethalium. Leur péridium (peau recouvrant l'organisme) est constitué d'une couche d'une ou deux couches, rarement de trois, et presque toujours couvert de nodules calcaires à sa surface. Parfois, un pédoncule (appelé columella) est présent, généralement tubulaire et translucide, ou formé de calcaire. Quant à la partie interne, le capillitium, il est composé par un réseau de tubules transparentes reliant des nœuds calcaires, fixés à la base et au péridium, et par les spores formées en masse, noires à brun foncé ; violacées sous la lumière.

## Distribution
Le genre est distribué dans le monde entier, mais environ deux tiers des espèces sont néotropicales. Nombre de ses espèces sont communes dans leurs zones de distribution respectives.

## Ensemble des espèces

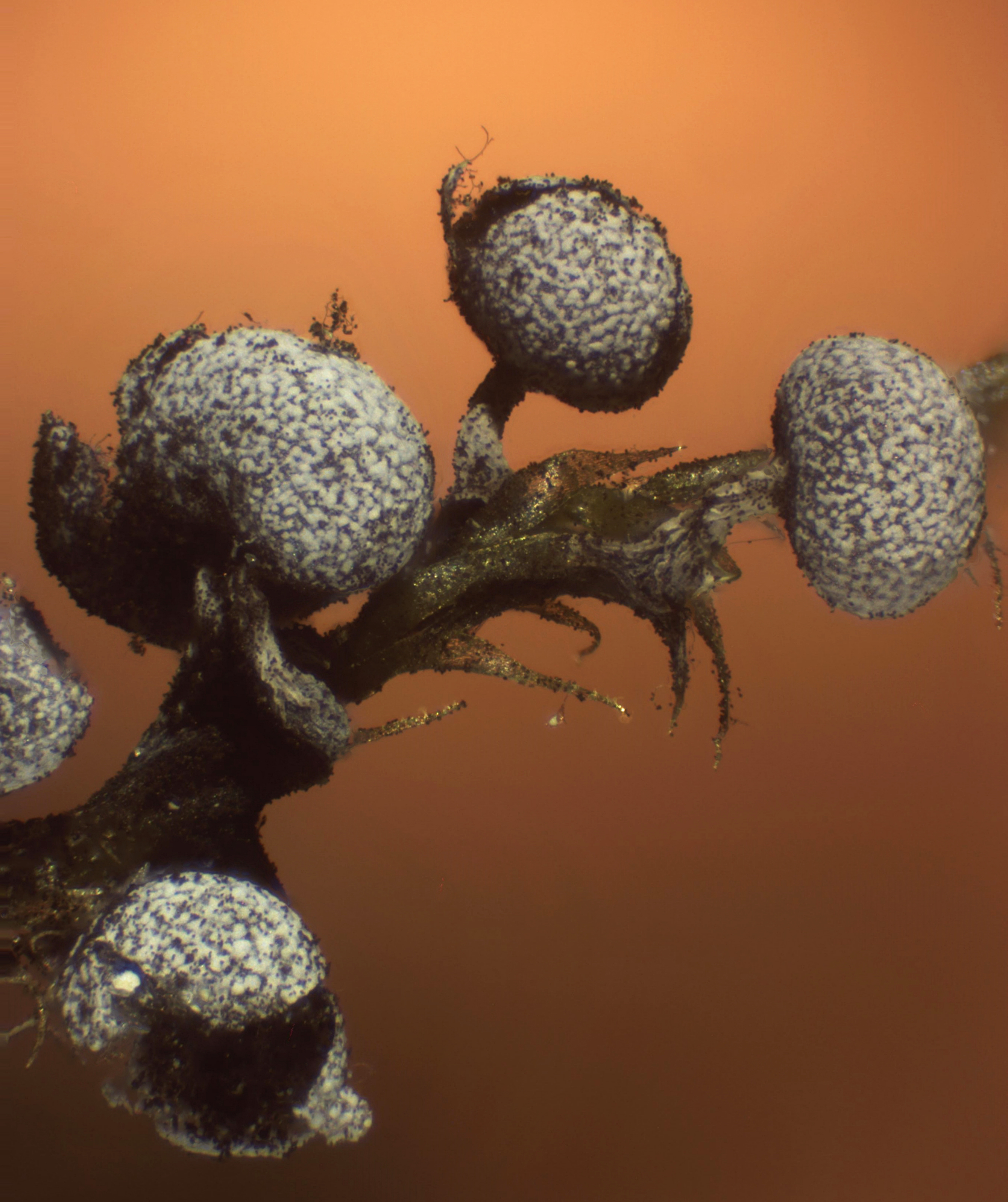
Sporangium (forme fertile) de Physarum album

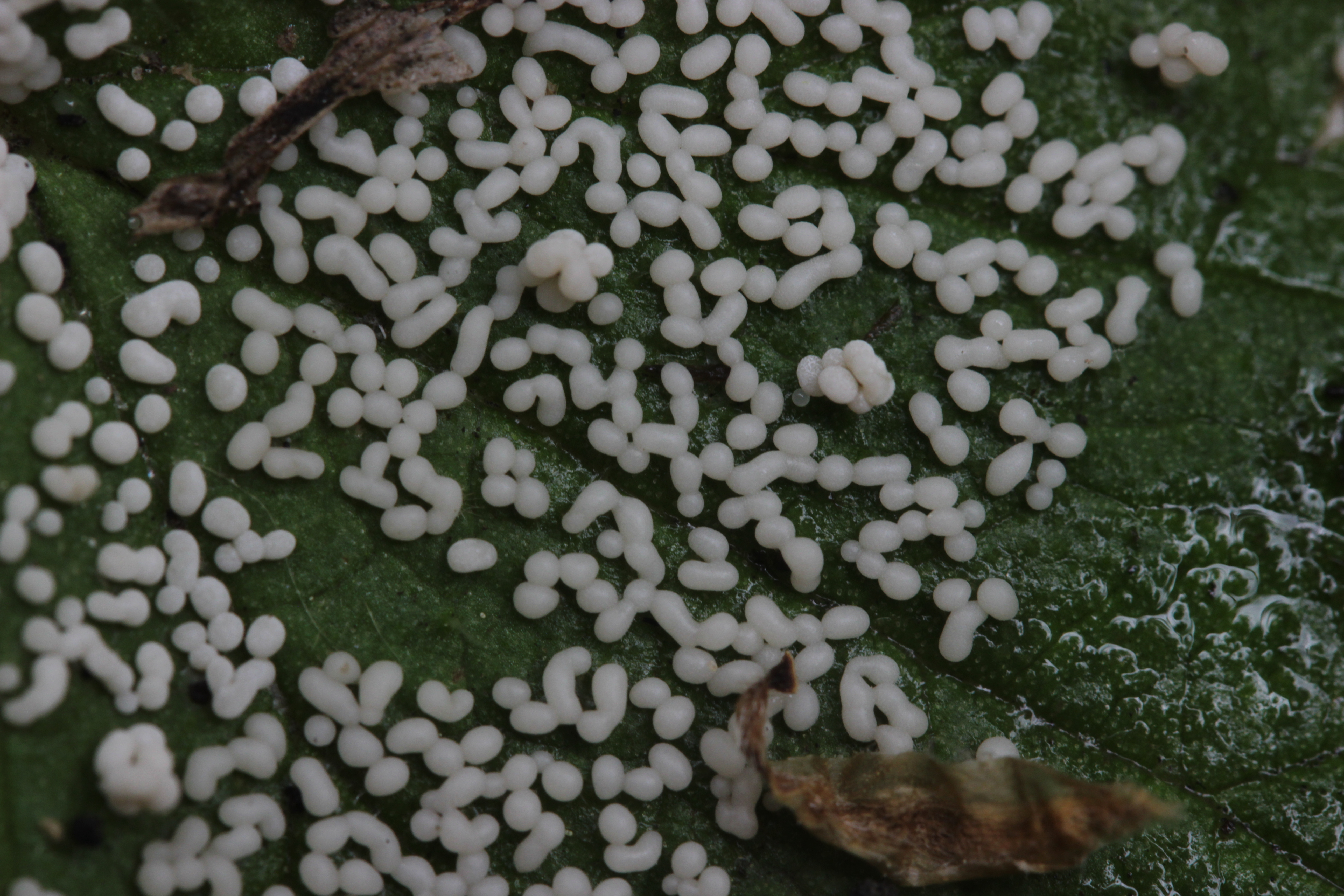
Physarum cinereum

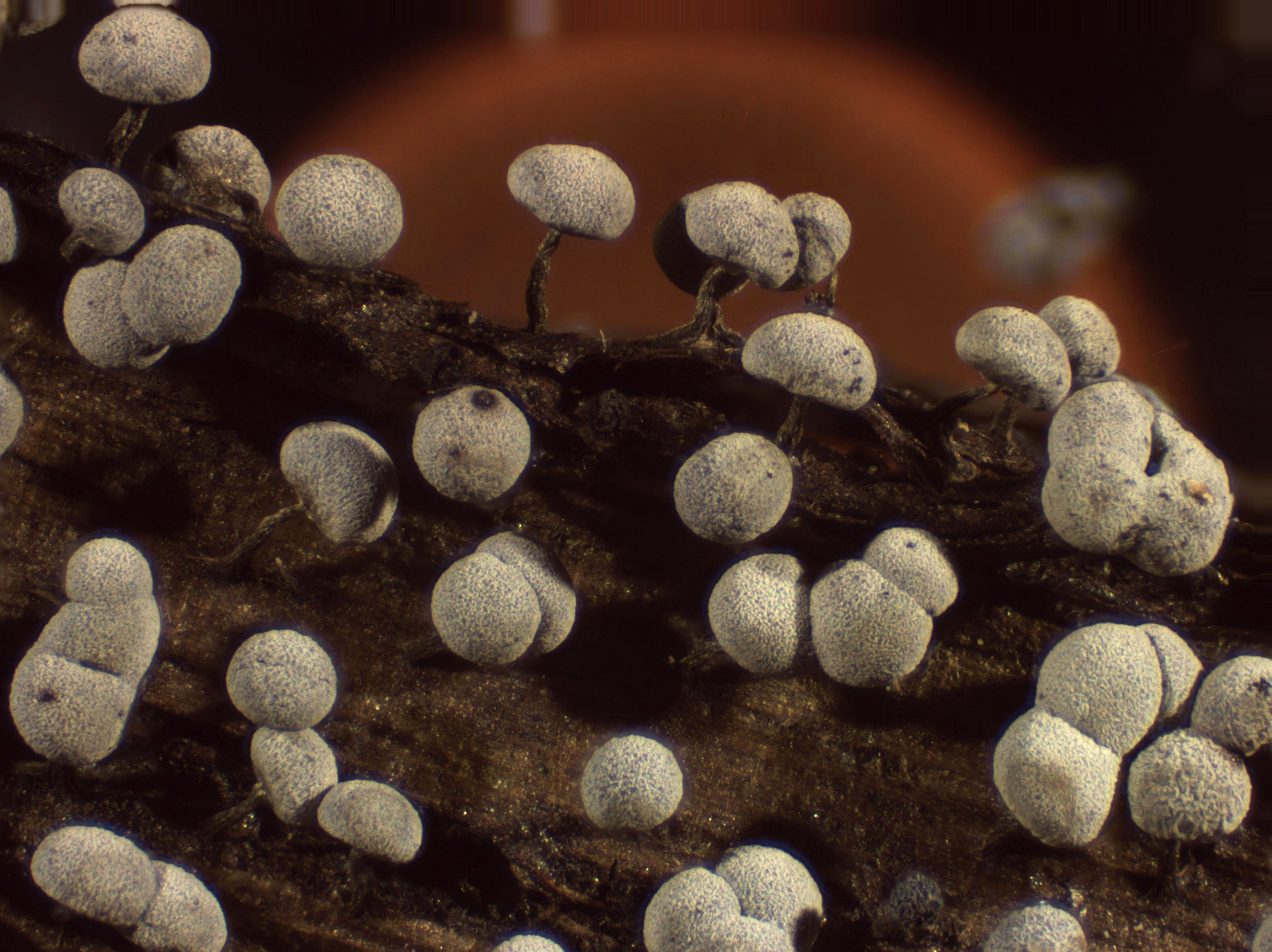
Physarum leucophaeum

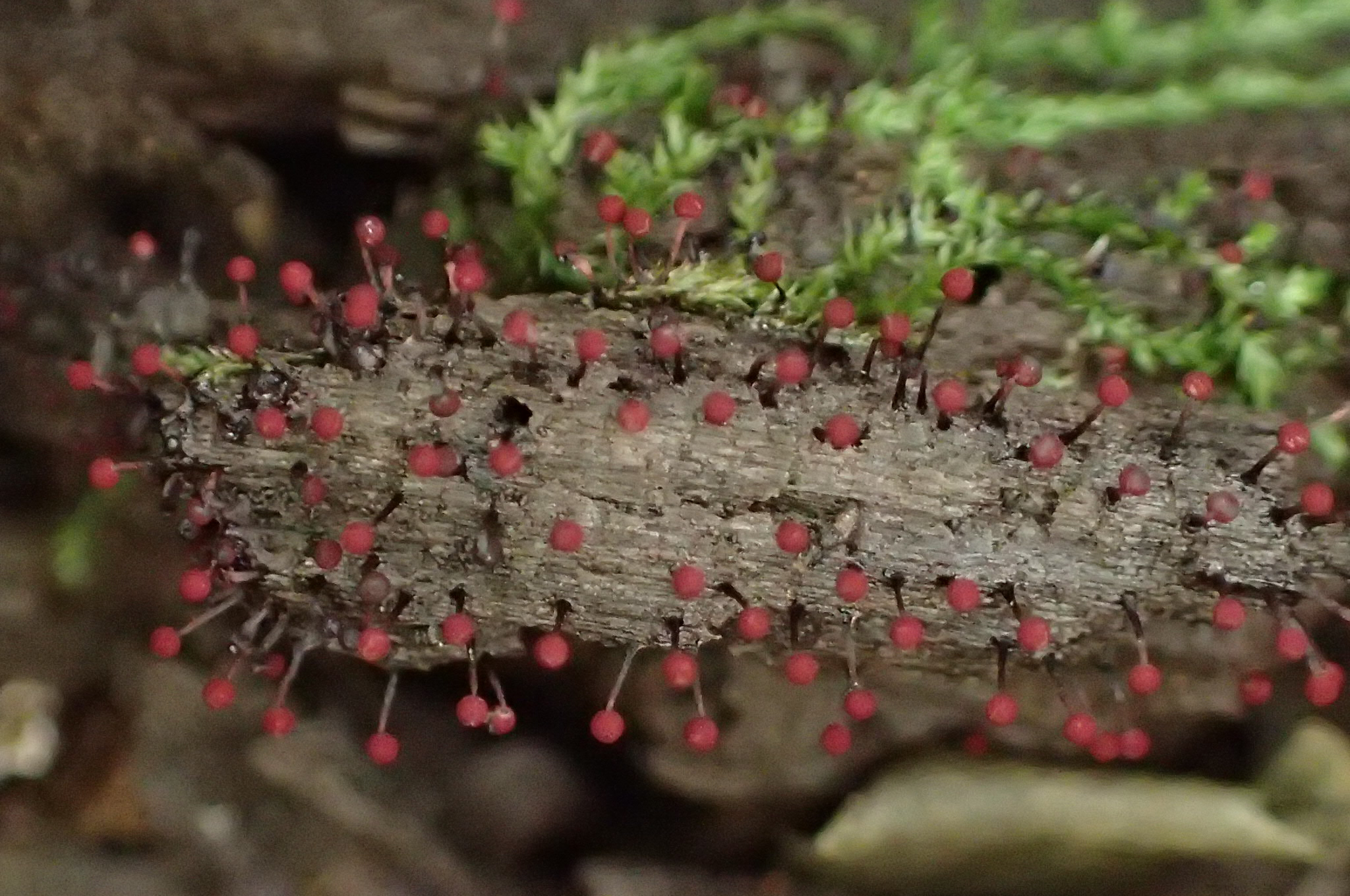
Physarum roseum

Selon Index Fungorum :
- Physarum albescens
- Physarum album
- Physarum alpestre
- Physarum alpinum
- Physarum altaicum
- Physarum alvoradianum
- Physarum annulipes
- Physarum auriscalpium
- Physarum bethelii
- Physarum bitectum
- Physarum bitunicatum
- Physarum bivalve
- Physarum bogoriense
- Physarum braunianum
- Physarum brunneolum
- Physarum bryocorticola
- Physarum bubalinum
- Physarum caesiellum
- Physarum carneum
- Physarum cinereum
- Physarum citrinum
- Physarum compressum
- Physarum confertum
- Physarum conglomeratum
- Physarum contextum
- Physarum corticola
- Physarum crateriforme
- Physarum cremiluteum
- Physarum daamsii
- Physarum decipiens
- Physarum degawae
- Physarum dictyosporum
- Physarum dictyospermum
- Physarum diderma
- Physarum didermoides
- Physarum dispersum
- Physarum dubium
- Physarum echinosporum
- Physarum equatorisporum
- Physarum flavicomum
- Physarum florigerum
- Physarum galbeum
- Physarum gilkeyanum
- Physarum globuliferum
- Physarum gyrosum
- Physarum hagiwarae
- Physarum hongkongense
- Physarum javanicum
- hysarum laevisporum
- Physarum lakhanpalii
- Physarum lateritium
- Physarum lenticulare
- Physarum leucophaeum
- Physarum leucopus
- Physarum licheniforme
- Physarum limonium
- Physarum listeri
- Physarum lividum
- Physarum luteoalbum
- Physarum luteonodum
- Physarum melleum
- "Physarum melanospermum"
- Physarum mennegae
- Physarum miniatum
- Physarum mucosum
- Physarum murinum
- Physarum mutabile
- Physarum myricanum
- Physarum nitens
- Physarum notabile
- Physarum nucleatum
- Physarum nudum
- Physarum nutans
- Physarum oblatum
- Physarum obpyriforme
- Physarum obscurum
- Physarum ovisporum
- Physarum pauciverrucosum
- Physarum penetrale
- Physarum perfectum
- Physarum permegalosporum
- Physarum pezizoideum
- Physarum plicatum
- Physarum polycephalum
- Physarum pseudodiderma
- Physarum psittacinum
- Physarum pulcherripes
- Physarum puniceum
- Physarum pusillopse
- Physarum pusillum
- Physarum rayssiae
- Physarum robustum
- Physarum rubiginosum
- Physarum schroeteri
- Physarum scoticum
- Physarum scyphoides
- Physarum serpula
- Physarum sessile
- Physarum simplex
- Physarum spectabile
- Physarum squamosum
- Physarum straminipes
- Physarum subnutans
- Physarum synsporum
- Physarum taiwanianum
- Physarum tesselatum
- Physarum umbiliciferum
- Physarum urne
- Physarum utriculare
- Physarum vermiforme
- Physarum vernum
- Physarum virescens
- Physarum viride
- Physarum xanthinum
- Physarum xylophilum

Quelques représentants du genre Physarum
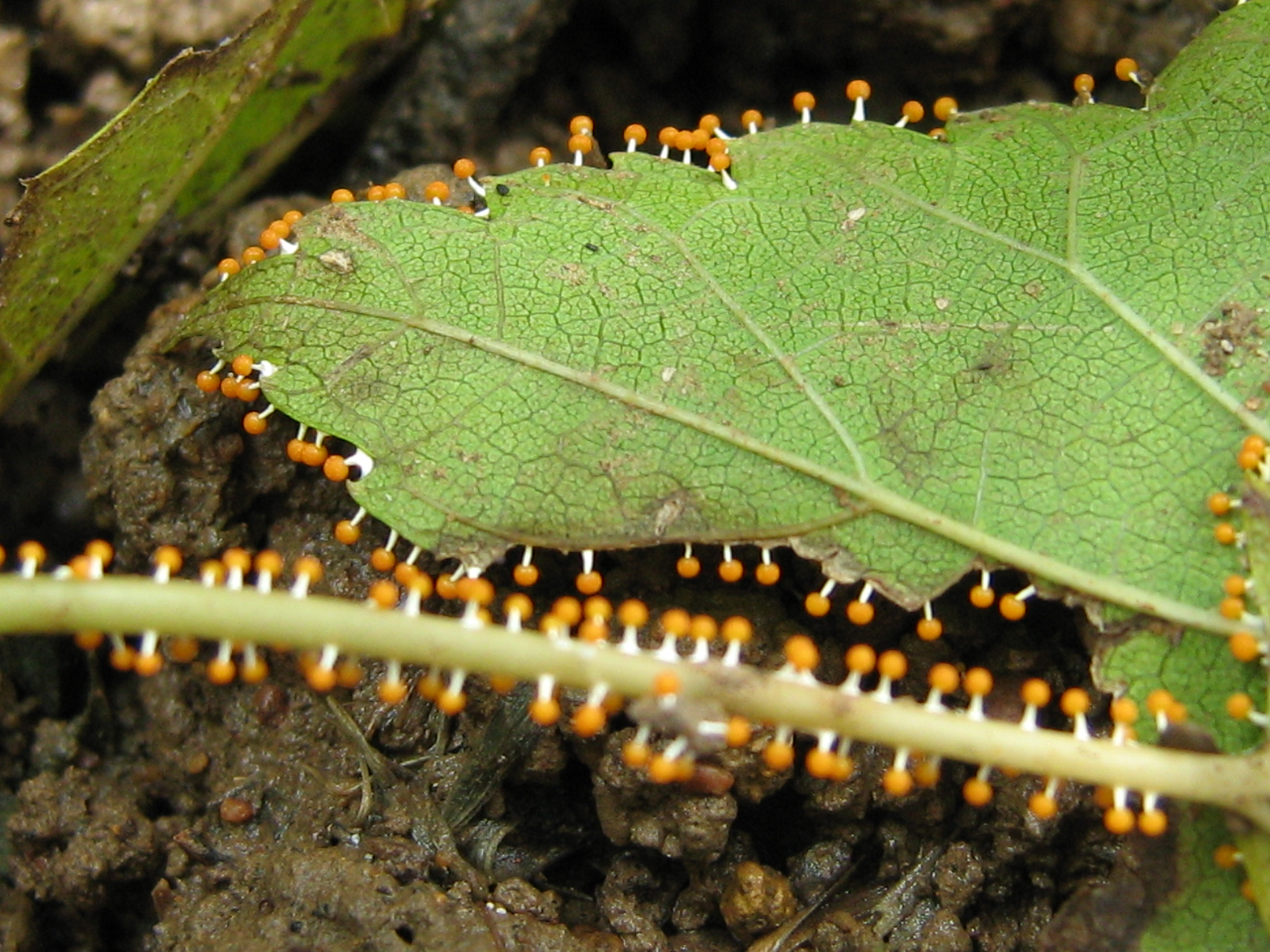
Physarum melleum
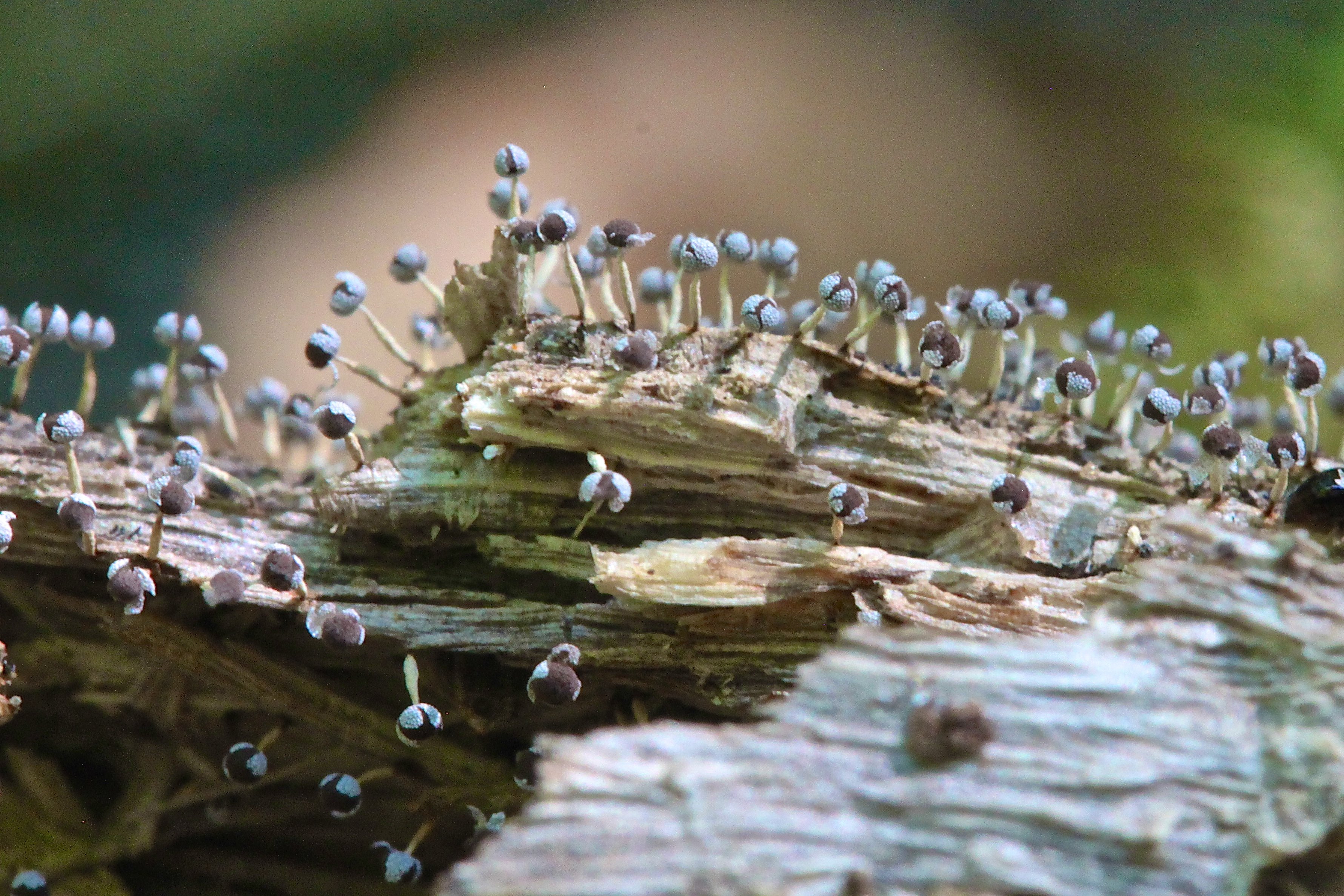
Physarum murinum
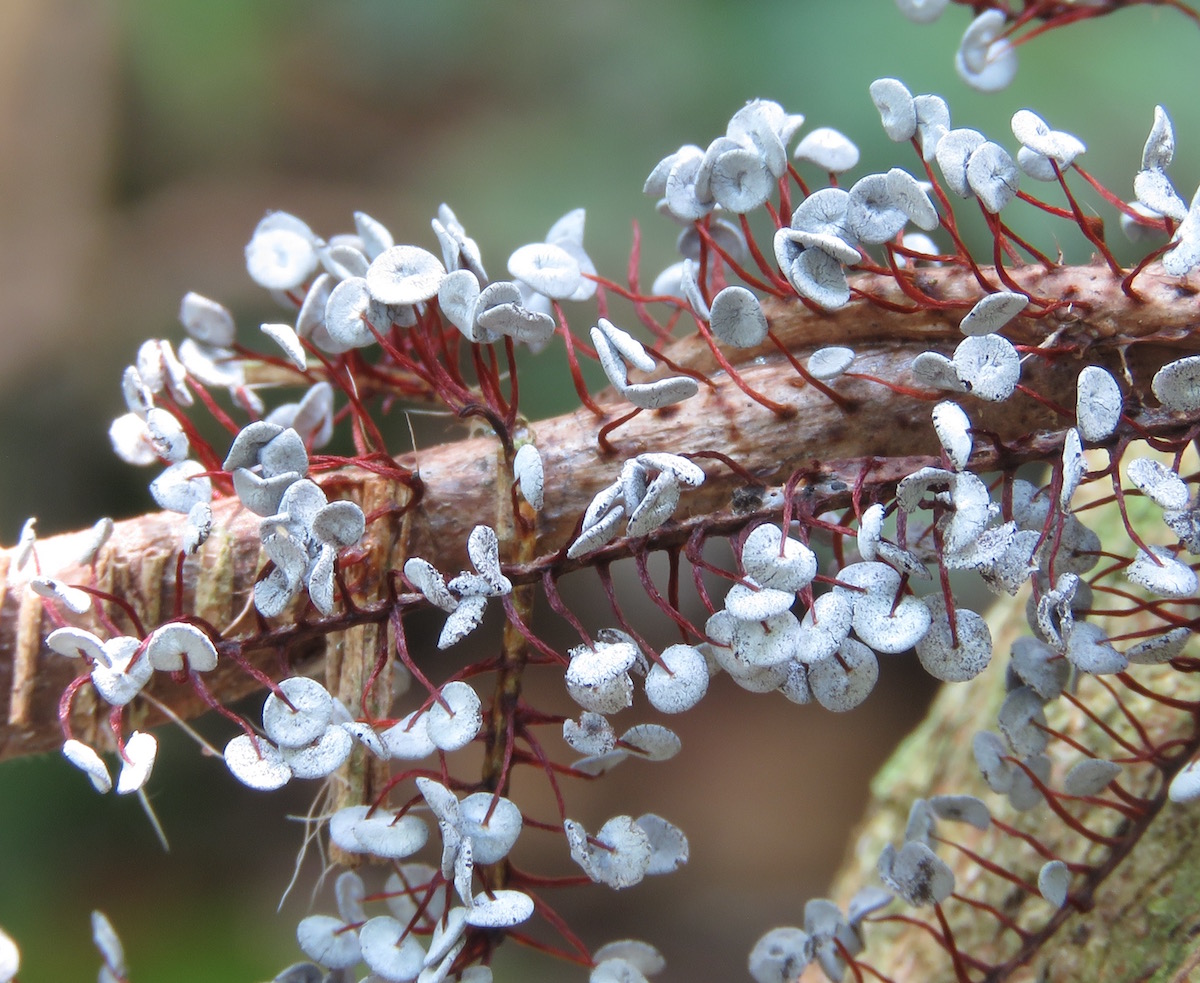
Physarum pezizoideum
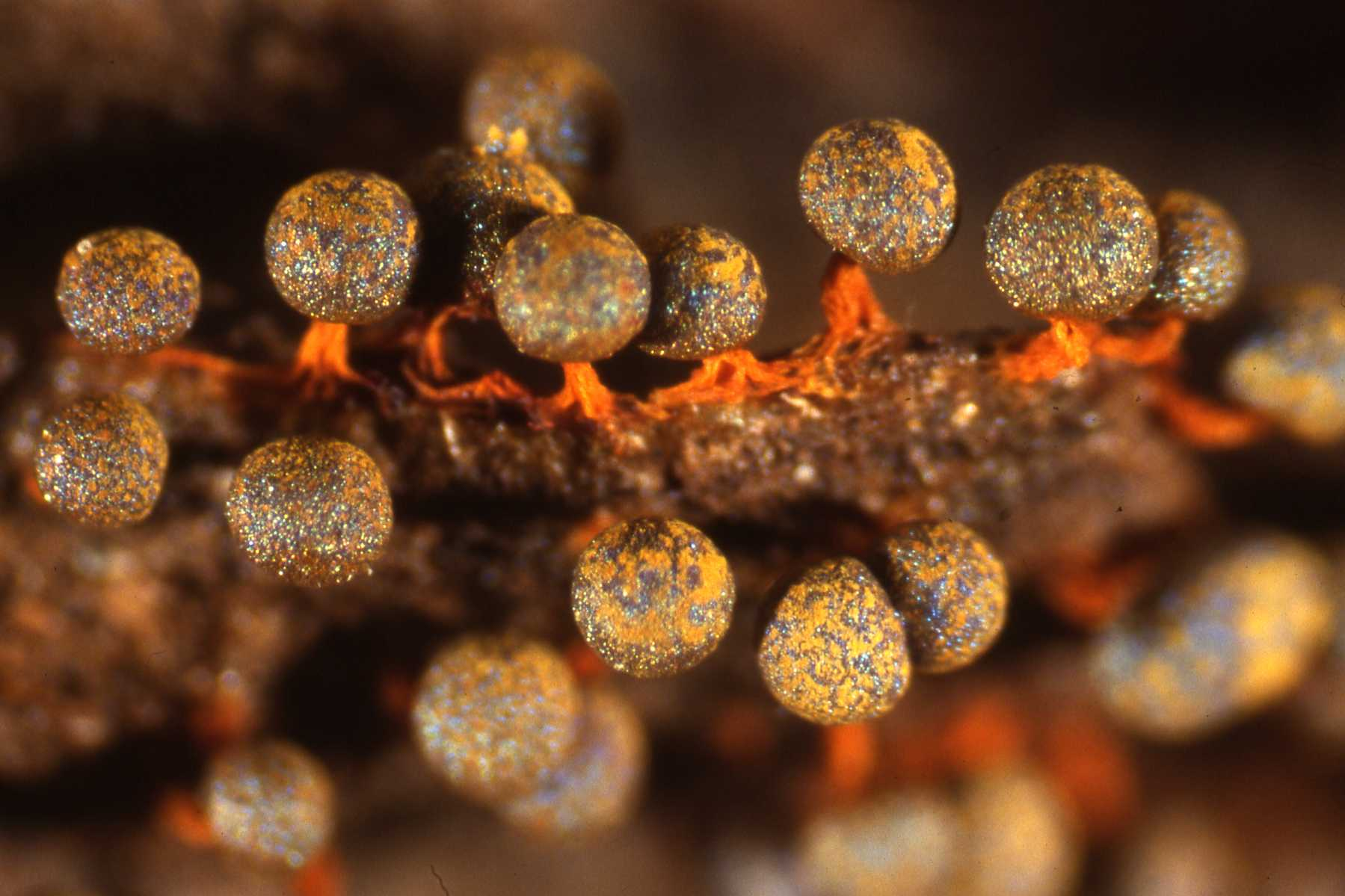
Physarum psittacinum
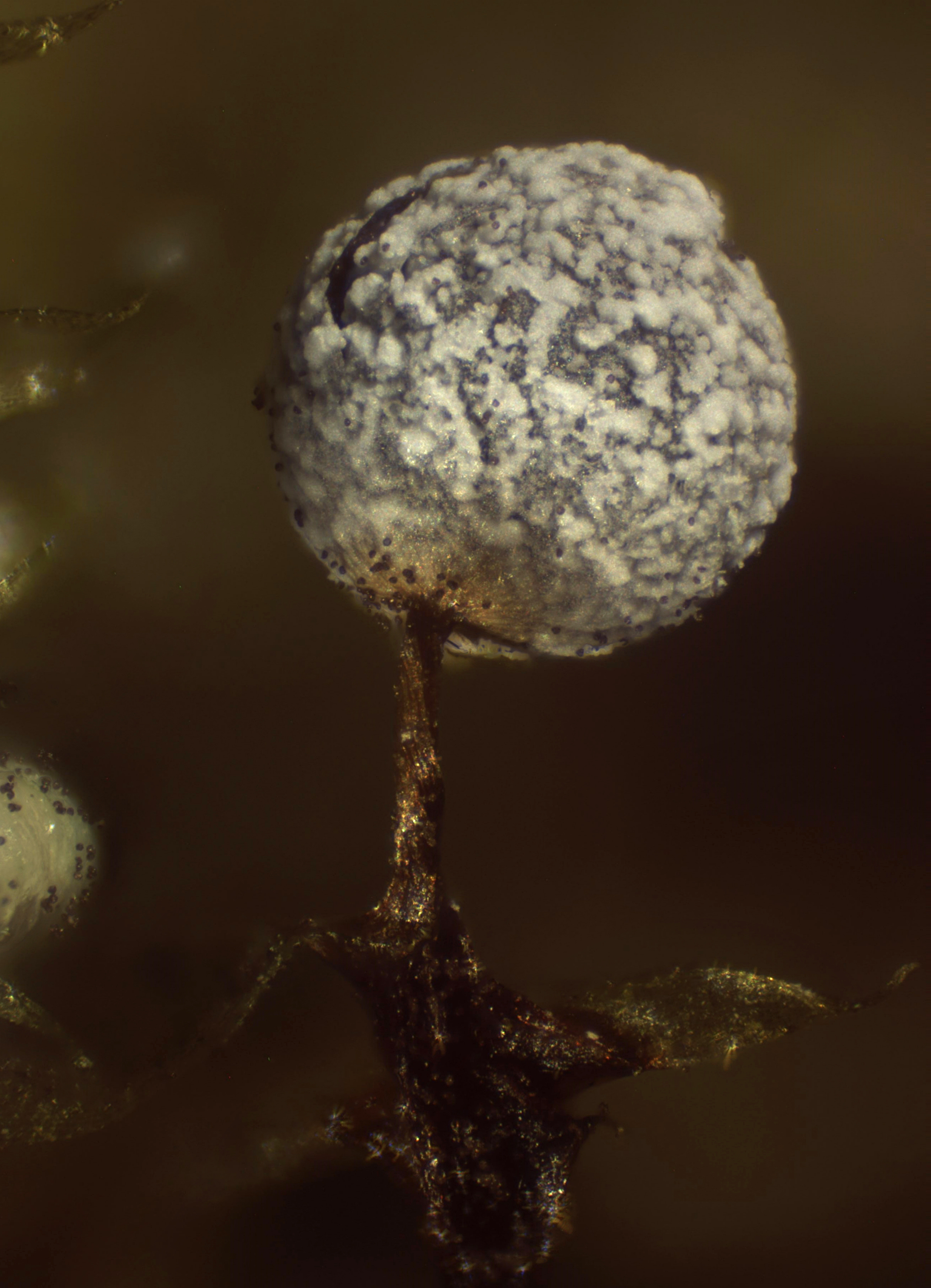
Physarum pusillum
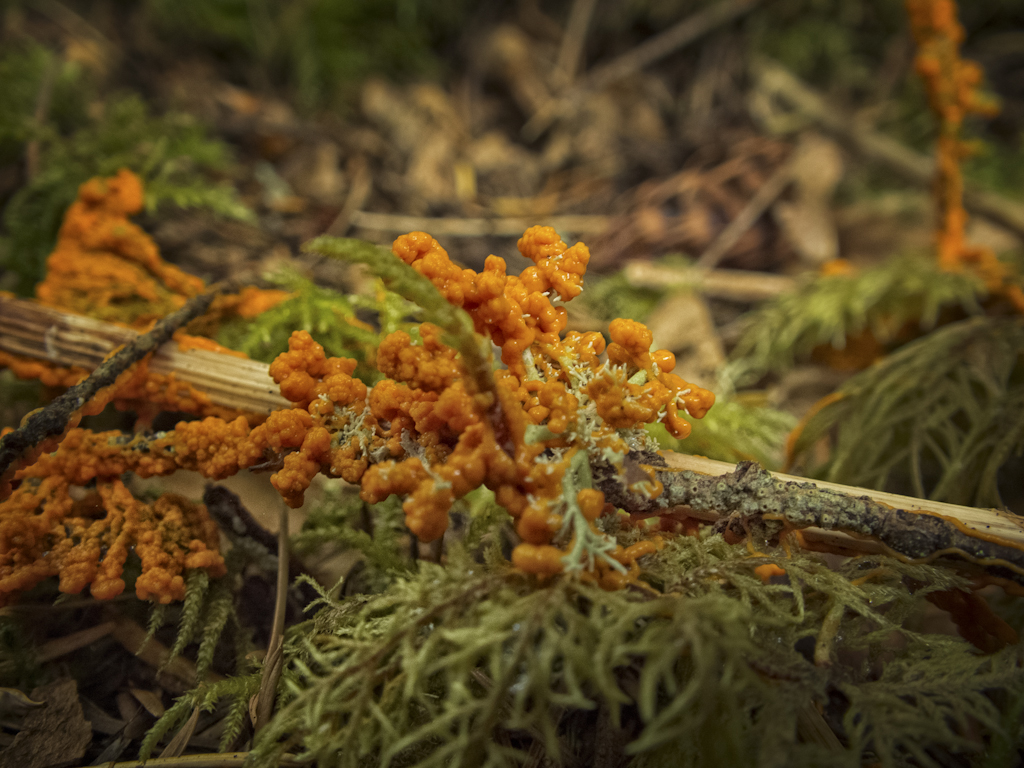
Physarum rubiginosum